# Niemand hört dich
Niemand hört dich é o primeiro álbum de estúdio da banda alemã de New metal, Nevada Tan (mais tarde mudou seu nome para Panik).
Apesar das duras críticas afirmando que eles são apenas mais uma banda imitando o Linkin Park, o álbum estreou com grande sucesso no German Album Charts, sua melhor colocação no German Album Charts foi oitavo.

## Faixas
1. "Revolution"
2. "So wie du"
3. "Neustart"
4. "Vorbei"
5. "Niemand hört dich"
6. "Warum?"
7. "Wie es ist"
8. "Alles endet hier"
9. "Dein Echo"
10. "Himmel hilf"
11. "Geht ab"
12. "Ein neuer Tag"

## Singles
| Nome         | ALE | AUT | Lançamento           |
| ------------ | --- | --- | -------------------- |
| "Revolution" | 15  | 25  | 30 de março de 2007  |
| "Vorbei"     | 29  | 42  | 8 de junho de 2007   |
| "Neustart"   | 44  | —   | 24 de agosto de 2007 |